# Relações entre Sérvia e Ucrânia
As relações sérvio-ucranianas são um conjunto de relações externas entre a Sérvia e a Ucrânia. A Sérvia, como sucessora direta da República Federal da Iugoslávia, reconheceu a independência da Ucrânia em 15 de abril de 1994. A partir daí, as relações diplomáticas entre os dois países começaram a se estabelecer.
A Sérvia tem uma embaixada em Kiev, de tal forma, a Ucrânia tem possui embaixada em Belgrado. O atual embaixador sérvio na Ucrânia é Rade Bulatović, e o atual embaixador ucraniano na Sérvia é Oleksandr Aleksandrovych.
Atualmente, existem numerosas organizações ucranianas na Sérvia. Tais organizações possuem sedes em várias cidades do país, como Inđija, Sremska Mitrovica, Bujanovac, Malo Crniće, Mionica, Ruski, Pirot, Šid, Vranje e Subotica. A minoria populacional ucraniana residente na Sérvia tem seu próprio Conselho Nacional, com sede em Novi Sad. De acordo com o censo de 2002, havia cerca de 5 354 ucranianos étnicos na Sérvia, a maioria vivendo em Voivodina.
Desde a declaração de independência do Kosovo, no ano de 2008, a Ucrânia tem mostrado respeito pela integridade territorial da Sérvia nas fronteiras de 1945.
Desde setembro de 2011, sérvios e ucranianos podem permanecer no outro país respectivo por até 30 dias sem visto.

## História entre os povos
No século XIX, no território da atual Ucrânia, havia duas províncias habitadas por eslavos sérvios,  Nova Sérvia e Slavo-Sérvia. Por decreto do Senado de 29 de maio de 1753, as terras livres desta área foram oferecidas para assentamentos de povos sérvios pertencentes a denominação cristã ortodoxa, a fim de garantir a proteção da fronteira e o desenvolvimento desta parte das estepes do sul. A Slavo-Sérvia era governada diretamente pelo Senado de Governo da Rússia. Os colonos eventualmente formaram o regimento hussardo de Bakhmut, em 1764. Também em 1764, a Slavo-Sérvia acabou sendo transformada em Uezd de Yekaterinoslav Governorate (agora em Dnipropetrovsk Oblast, Ucrânia).

## Relações políticas
Sérvia e Ucrânia têm participado ativamente de reuniões bilaterais. Em janeiro de 2001, o presidente da Ucrânia, Leonid Kuchma, fez uma visita a Belgrado para se encontrar com o então presidente da da Iugoslávia, Vojislav Koštunica. O primeiro-ministro iugoslavo, Dragiša Pešić, também visitou a Ucrânia em setembro de 2001. Posteriormente, o presidente da Sérvia e Montenegro, Svetozar Marović, visitou a Ucrânia em novembro de 2003, afim de iniciar tratativas comerciais. Como consequência, o vice-primeiro-ministro da Sérvia, Božidar Đelić, encontrou-se em Kiev com o representante ucraniano Oleksandr Turchynov, após a reunião anual do BERD, para discutir o futuro acordo de livre comércio e a situação no Kosovo.
Zoran Šami, presidente da Assembleia Nacional sérvia, encontrou-se com o presidente da Verkhovna Rada, Volodymyr Lytvyn, da Ucrânia. Tal reunião aconteceu durante a sessão da Assembleia Parlamentar da Organização para a Cooperação Económica do Mar Negro em Kiev, em junho de 2005. 
Em 2008, após a província sérvia do Kosovo declarar unilateralmente a sua independência como República do Kosovo, o presidente do Comité Verkhovna Rada, da Ucrânia, Oleh Bilorus, afirmou que "A Ucrânia apoiará a posição da Sérvia sobre o Kosovo".  A primeira-ministra Yulia Tymoshenko, disse que a Ucrânia deve apresentar um conceito de como considerar a questão do Kosovo, seja como um fenômeno único no mundo, ou no contexto da existência da Transnístria, Abecásia, Ossétia do Sul e outras regiões separatistas.
O presidente da Ucrânia, Viktor Yushchenko, visitou a Sérvia em junho de 2009, durante a XVI Cúpula dos Chefes de Estados da Europa Central, em Novi Sad. Na ocasião, ele afirmou que "A Sérvia era um país irmão, de história e tradições comuns, com uma próxima relação no âmbito político, econômico e humanitário". O presidente ucraniano também declarou, em 4 de junho de 2010, que nunca reconheceria a independência da Abecásia, Ossétia do Sul e Kosovo, pois segundo ele, "Isso seria uma violação do direito internacional". Em maio de 2011, o Ministro das Relações Exteriores da Sérvia, Vuk Jeremić, foi à Ucrânia assinar um decreto de isenção de visto entre os dois países.

## Relações econômicas
Em 2007, as exportações da Sérvia giraram entorno de um ganho de 97,7 milhões de dólares e as importações da Ucrânia foram de mais de 274 milhões de dólares. Em 2008, o comércio entre os países cresceu 71%.
Ucrânia e Sérvia assinarão um acordo de livre comércio no outono de 2009. Ainda sobre um ponto de vista econômico, a Ucrânia apoia o pedido da Sérvia para ingressar como membro da Organização Mundial do Comércio.

## Cultura e educação
Sérvia e Ucrânia assinaram o Acordo de Cooperação nos Campos da Educação, Cultura e Esportes, em 24 de janeiro de 1996. Com base neste acordo, foi assinado em fevereiro de 2002 um Programa de Cooperação entre os dois países para até o ano de 2004. Foi acordado estender este acordo para cobrir 2005 por meio da troca de notas diplomáticas. Foi assinado um Memorando de Entendimento sobre a cooperação entre as Academias Diplomáticas dos Ministérios das Relações Exteriores dos dois países.
Em 2004 foi assinado um tratado de cooperação entre o Comitê Estadual de Arquivos da Ucrânia e o Arquivo da Sérvia e Montenegro. Desde o período, também existe um tratado de cooperação da Biblioteca Nacional Vernadsky da Ucrânia e da Biblioteca Nacional da Sérvia. 

## Cooperação de defesa
A Ucrânia e a Sérvia assinaram um tratado de cooperação militar em novembro de 2003. Com base neste tratado, foram realizadas quatro reuniões de grupos de trabalho para o aprimoramento da cooperação. As prioridades definidas pelos dois lados são a modernização mútua do exército, o desenvolvimento e a produção de armas e equipamento militar, o envolvimento de empresas sérvias na descontaminação de munições radioativas na Ucrânia, a operação conjunta em terceiros mercados, a troca de informações, consultas de especialistas em treinamento de militares.

## Parceria entre regiões
Existe uma parceria entre a região Oblast de Kiev e a província autônoma de Voivodina, para o desenvolvimento científico e tecnológico.

## Ligações Externas
- Embaixada ucraniana em Belgrado
- Informações sobre a embaixada da Sérvia em Kiev
- Biblioteca eletrônica das relações sérvio-ucranianas
- Nova Sérvia e Slavo-Sérvia
- Organização dos Ucranianos na Sérvia - «Prosvita»